# Albion CX22S

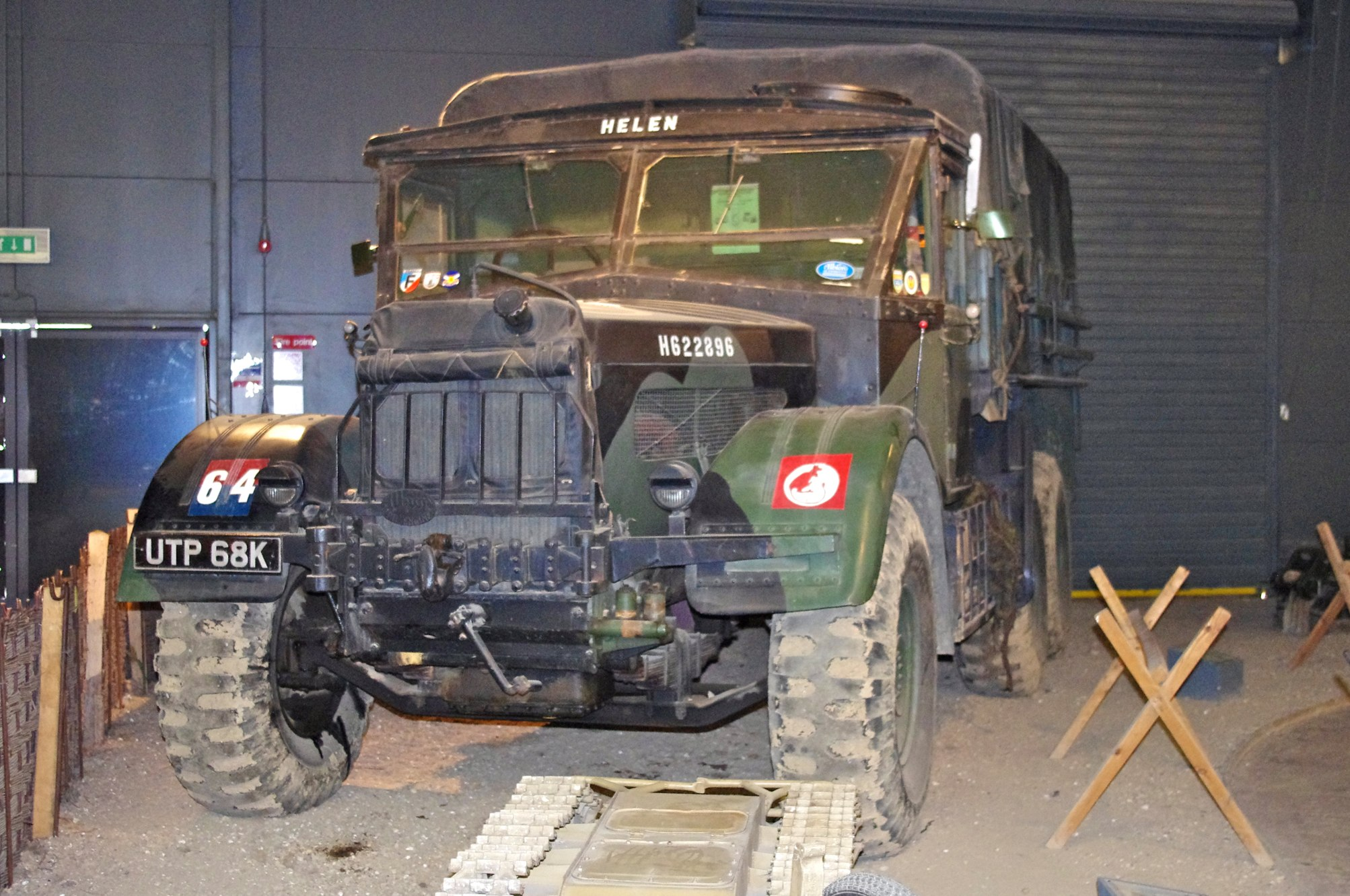
De artillerietrekker in het Imperial War Museum te Duxford

De Albion CX22S was een artillerietrekker voor het Brits voertuig en gebruikt tijdens de Tweede Wereldoorlog. Deze voertuigen zijn van 1943 tot en met 1945 in gebruik geweest bij het leger.

## Geschiedenis
De Albion CX22S is eind 1943 ontworpen en gebouwd door Albion Motors. De Scammell Pioneer was al langer in gebruik, maar deze fabrikant kon onvoldoende exemplaren leveren. Bij het leger werd de CX22S gebruikt als trekker voor de M59 'Long Tom' kanon en 7,2-inch houwitser.
De CX22S was een doorontwikkeling van de Albion's CX23N 10-tons vrachtwagen voor civiel gebruik. Het kreeg aandrijving op vier van de zes wielen (6x4. Het kreeg een zescilinder dieselmotor met een vermogen van 100 pk (75 kW). De vrachtwagen kreeg een versnellingsbak met vier versnellingen vooruit en een achteruit. Door toepassing van een extra reductiebak konden ze in hoge of lage gearing gebruikt worden (4F1Rx2). Het voertuig kon zo het werk aan, maar alleen bij een zeer lage snelheid.
De cabine telde zitplaatsen voor 2 à 3 personen. Achterin was ruimte voor nog eens zes soldaten en voor gereedschap, uitrusting en munitie. Het laadvermogen was vastgesteld op 5 ton. De CX22S was uitgerust met een lier van Scammell om te helpen bij het verplaatsen van het geschut.
Albion bouwde tussen november 1943 en juni 1945 in totaal 532 CX22S-artillerietrekkers. 